# Pauke Meijers

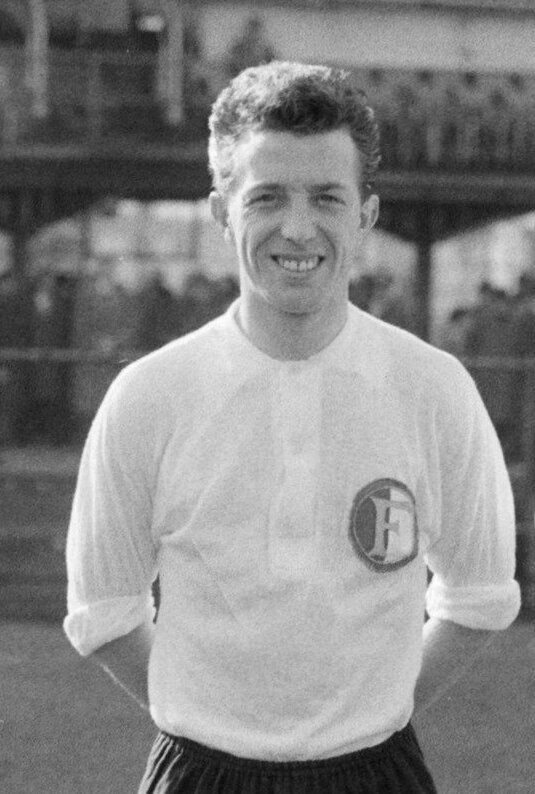
Pauke Meijers (1960)

Paul „Pauke“ Meijers (* 2. Juni 1934; † 14. Oktober 2013) war ein niederländischer Fußballspieler.

## Sportlicher Werdegang
Meijers begann seine Karriere bei NEC Nijmegen, wo der Offensivspieler zum Nationalspieler avancierte. Im September 1953 debütierte er in der niederländischen Nationalmannschaft, die 90 Minuten Einsatzzeit beim 4:0-Auswärtserfolg über Norwegen blieben sein einziger Einsatz in der Elftal.
1954 wechselte Meijers mit der Einführung des professionellen Fußballs in den Niederlanden zum neu gegründeten BV De Graafschap. Bei der Einführung der Eredivisie als landesweit einheitlicher ersten Liga zwei Jahre später verpasste er mit dem Klub die Qualifikation und trat mit der Mannschaft in der nunmehr zweitklassigen Eerste Divisie an. 1957 kehrte er in den erstklassigen Fußball zurück und schloss sich Feyenoord Rotterdam an, der 55.000 Gulden für ihn bezahlte. Bis zum Mai 1961 lief er für den Klub auf, für den er in 79 Pflichtspielen 22 Tore erzielte, und verabschiedete sich als amtierender Meister zum Ligakonkurrenten NAC Breda. Dort spielte er eine Saison, ehe er zu NEC Nijmegen in die drittklassige Tweede Divisie zurückkehrte. 1964 setzte er sich mit dem Klub als Staffelsieger im anschließenden Ausscheidungsspiel gegen Alkmaar '54 durch und stieg in die Zweitklassigkeit auf. 1967 folgte der Aufstieg in die Eredivisie, Meijers ließ seine Karriere jedoch bei AGOVV Apeldoorn ausklingen.
Neben seiner Berufung in die A-Nationalmannschaft war Meijers auch Auswahlspieler der niederländischen Militärauswahl.